# La Gouesnière
La Gouesnière (bretonisch Gouenaer) ist eine französische Gemeinde mit 2000 Einwohnern (Stand: 1. Januar 2022) im Département Ille-et-Vilaine in der Region Bretagne. Sie gehört zum Arrondissement Saint-Malo und zum Kanton Saint-Malo-1. Die Einwohner werden Gouesnériens und Gouesnériennes genannt.

## Geografie
Die GemeindeLa Gouesnière liegt zwischen dem Ästuar der Rance und der Bucht von Mont-Saint-Michel, etwa neun Kilometer südöstlich von Saint-Malo. Umgeben wird La Gouesnière von den Nachbargemeinden Saint-Méloir-des-Ondes im Norden, Saint-Benoît-des-Ondes im Nordosten und Osten, La Fresnais im Osten und Südosten, Saint-Guinoux im Süden sowie Saint-Père-Marc-en-Poulet im Südwesten und Westen.
Der Bahnhof der Gemeinde liegt an der Bahnstrecke Rennes–Saint-Malo.

## Bevölkerungsentwicklung
| Jahr                       | 1962 | 1968 | 1975 | 1982 | 1990 | 1999 | 2006 | 2012 | 2020 |
| Einwohner                  | 660  | 669  | 799  | 908  | 942  | 1068 | 1583 | 1678 | 1968 |
| Quellen: Cassini und INSEE |      |      |      |      |      |      |      |      |      |

## Sehenswürdigkeiten
- Kirche Notre-Dame aus dem 17. Jahrhundert mit Kanzel und anderen Ausstattungsstücken, die als Monument historique klassifiziert sind.
- Schloss Bonaban, errichtet 1776, heute Hotel

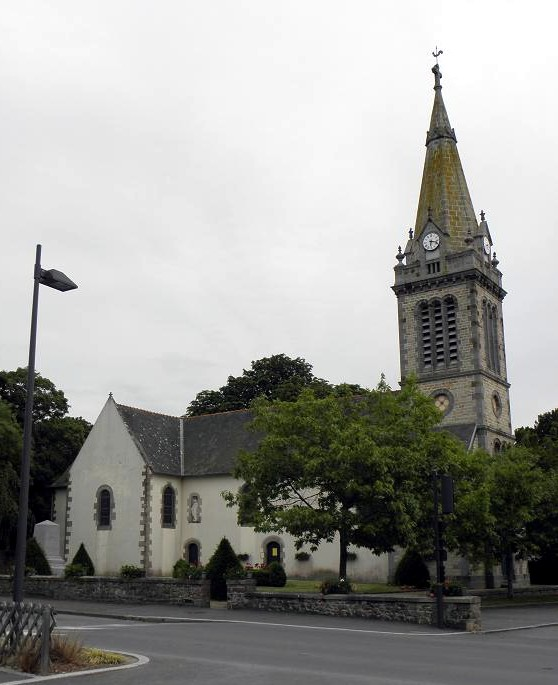
Kirche Notre-Dame
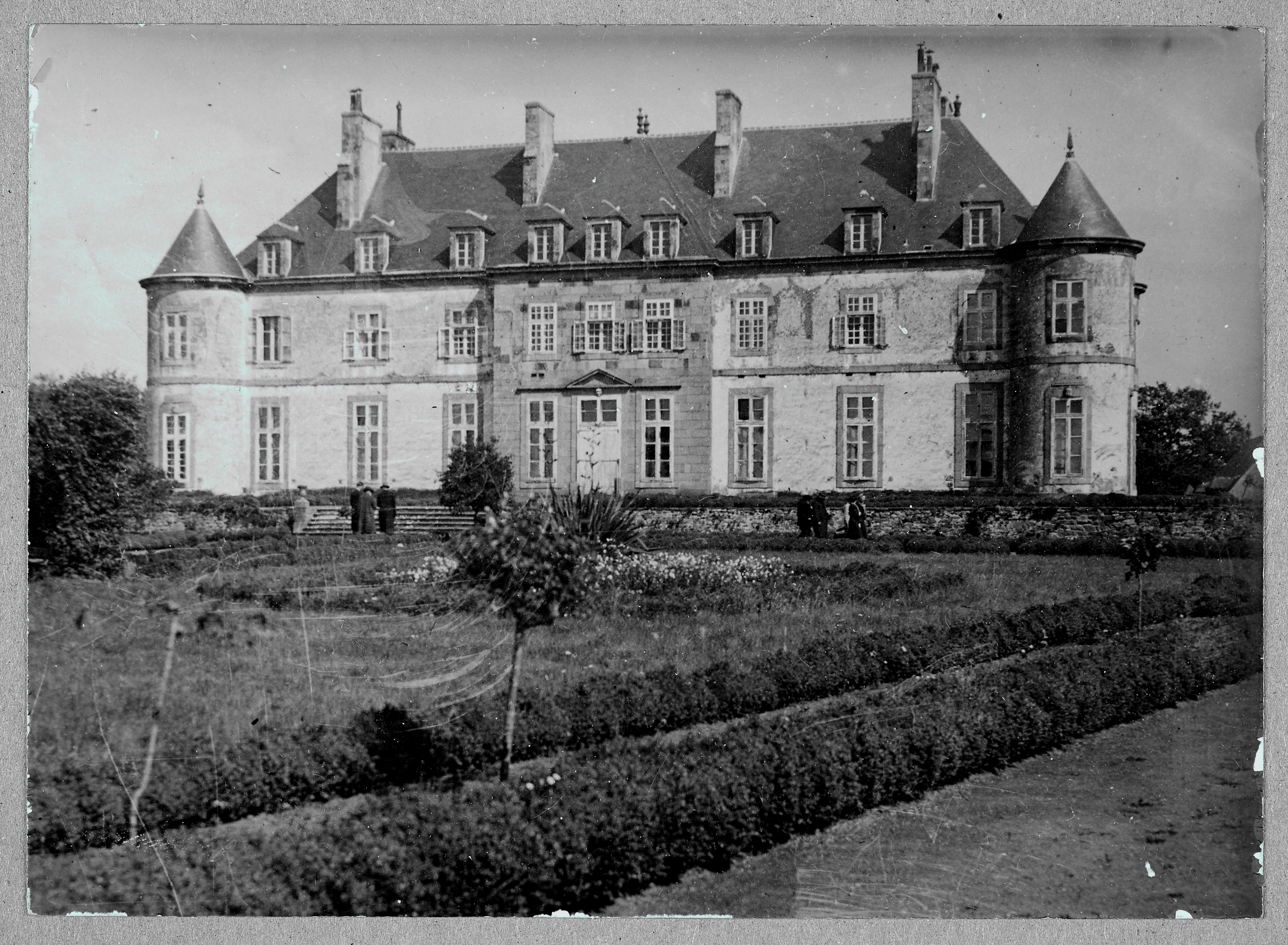
Schloss Bonaban auf einer Postkarte gegen 1930
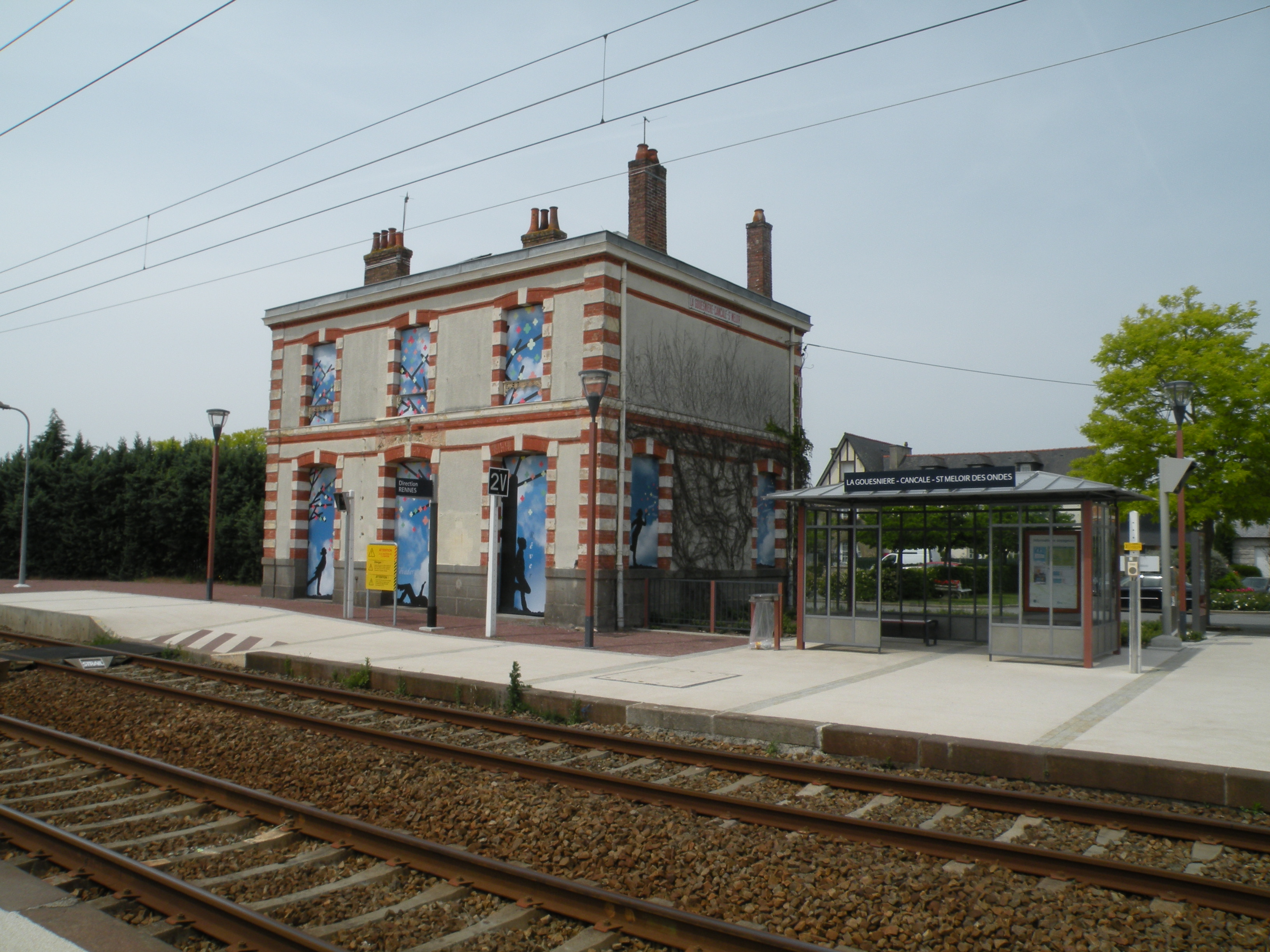
Bahnhof La Gouesnière-Cancale